# قفل راداری

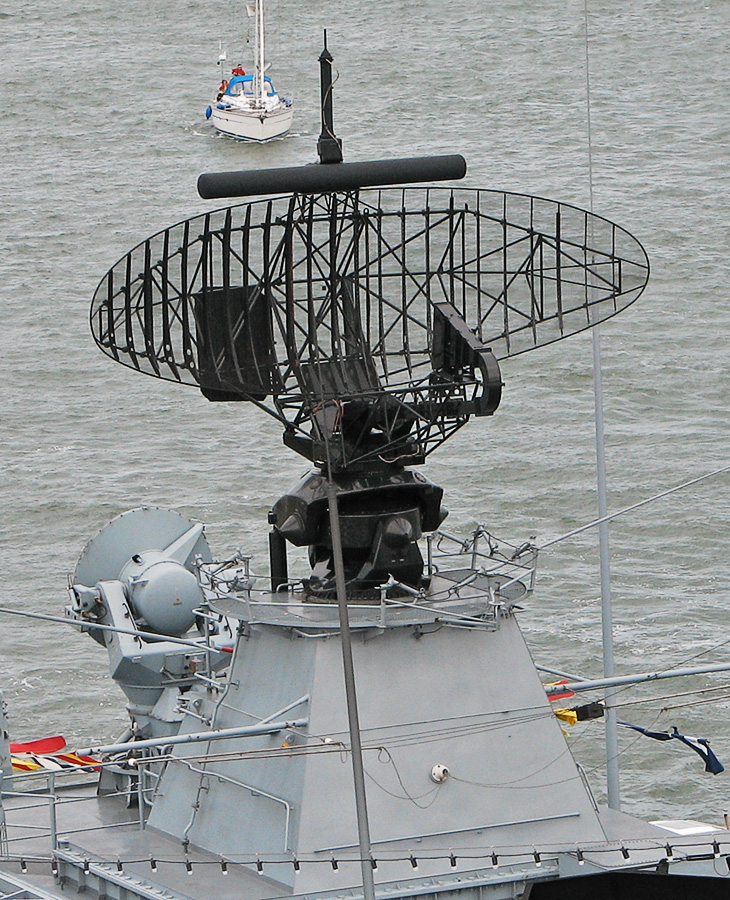
رادار جستجوگر (دیش سیاه بزرگ) و رادار آشکارساز (دیش خاکستری کوچک) بر روی یک ناوچه آلمانی.

قفل راداری، یکی از ویژگی‌های بسیاری از سیستم‌های راداری است که به سیستم اجازه می‌دهد که به‌طور خودکار، یک هدف انتخاب شده را دنبال کند. قفل راداری نخستین بار در انگلستان، طراحی و ساخته شد اما نخستین استفاده عملیاتی آن توسط ایالات متحده آمریکا و بر روی رادار SCR-584 انجام شد.
در دوران پس از جنگ جهانی دوم، این اصطلاح بیشتر در ارتباط با مفاهیم هدایت موشک مورد استفاده قرار گرفت. بسیاری از موشک‌های سطح‌به‌هوای مدرن از نوعی رادار نیمه‌فعال استفاده می‌کنند. در این موشک‌ها بخش جستجوگر موشک به بازتاب‌های رادار اصلی سکوی پرتاب وابسته است و برای ارائهٔ پیوستهٔ سیگنال راداری، بر روی هدف قفل می‌شود و آن را در طول پرواز موشک دنبال می‌کند. کشتی‌ها و موشک‌های سطح‌به‌هوا اغلب یک رادار آشکارساز اختصاصی برای این منظور دارند
.